# Santosse
Santosse est une commune française située dans le canton d'Arnay-le-Duc du département de la Côte-d'Or, en région Bourgogne-Franche-Comté.

## Géographie
Le village est situé au fond d'un val où dominent les prés et les bois près du ruisseau du Bas des Prés.

### Climat
Pour des articles plus généraux, voir Climat de la Bourgogne-Franche-Comté et Climat de la Côte-d'Or.
En 2010, le climat de la commune est de type climat des marges montargnardes, selon une étude du Centre national de la recherche scientifique s'appuyant sur une série de données couvrant la période 1971-2000. En 2020, Météo-France publie une typologie des climats de la France métropolitaine dans laquelle la commune est exposée à un climat océanique altéré et est dans la région climatique  Bourgogne, vallée de la Saône, caractérisée par un bon ensoleillement (1 900 h/an), un été chaud (18,5 °C), un air sec au printemps et en été et des vents faibles. 
Pour la période 1971-2000, la température annuelle moyenne est de 9,6 °C, avec une amplitude thermique annuelle de 16,7 °C. Le cumul annuel moyen de précipitations est de 913 mm, avec 12,9 jours de précipitations en janvier et 7,7 jours en juillet. Pour la période 1991-2020, la température moyenne annuelle observée sur la station météorologique de Météo-France la plus proche, « La Rochepot », sur la commune de La Rochepot à 6 km à vol d'oiseau, est de 10,6 °C et le cumul annuel moyen de précipitations est de 849,5 mm,. Pour l'avenir, les paramètres climatiques de la commune estimés pour 2050 selon différents scénarios d'émission de gaz à effet de serre sont consultables sur un site dédié publié par Météo-France en novembre 2022.

## Urbanisme

### Typologie
Au 1er janvier 2024, Santosse est catégorisée commune rurale à habitat dispersé, selon la nouvelle grille communale de densité à 7 niveaux définie par l'Insee en 2022.
Elle est située hors unité urbaine. Par ailleurs la commune fait partie de l'aire d'attraction de Beaune, dont elle est une commune de la couronne,. Cette aire, qui regroupe 64 communes, est catégorisée dans les aires de 50 000 à moins de 200 000 habitants,.

### Occupation des sols
L'occupation des sols de la commune, telle qu'elle ressort de la base de données européenne d’occupation biophysique des sols Corine Land Cover (CLC), est marquée par l'importance des territoires agricoles (83,7 % en 2018), une proportion identique à celle de 1990 (83,7 %). La répartition détaillée en 2018 est la suivante : prairies (46,6 %), terres arables (36,8 %), forêts (16,3 %), zones agricoles hétérogènes (0,3 %). L'évolution de l’occupation des sols de la commune et de ses infrastructures peut être observée sur les différentes représentations cartographiques du territoire : la carte de Cassini (XVIIIe siècle), la carte d'état-major (1820-1866) et les cartes ou photos aériennes de l'IGN pour la période actuelle (1950 à aujourd'hui).

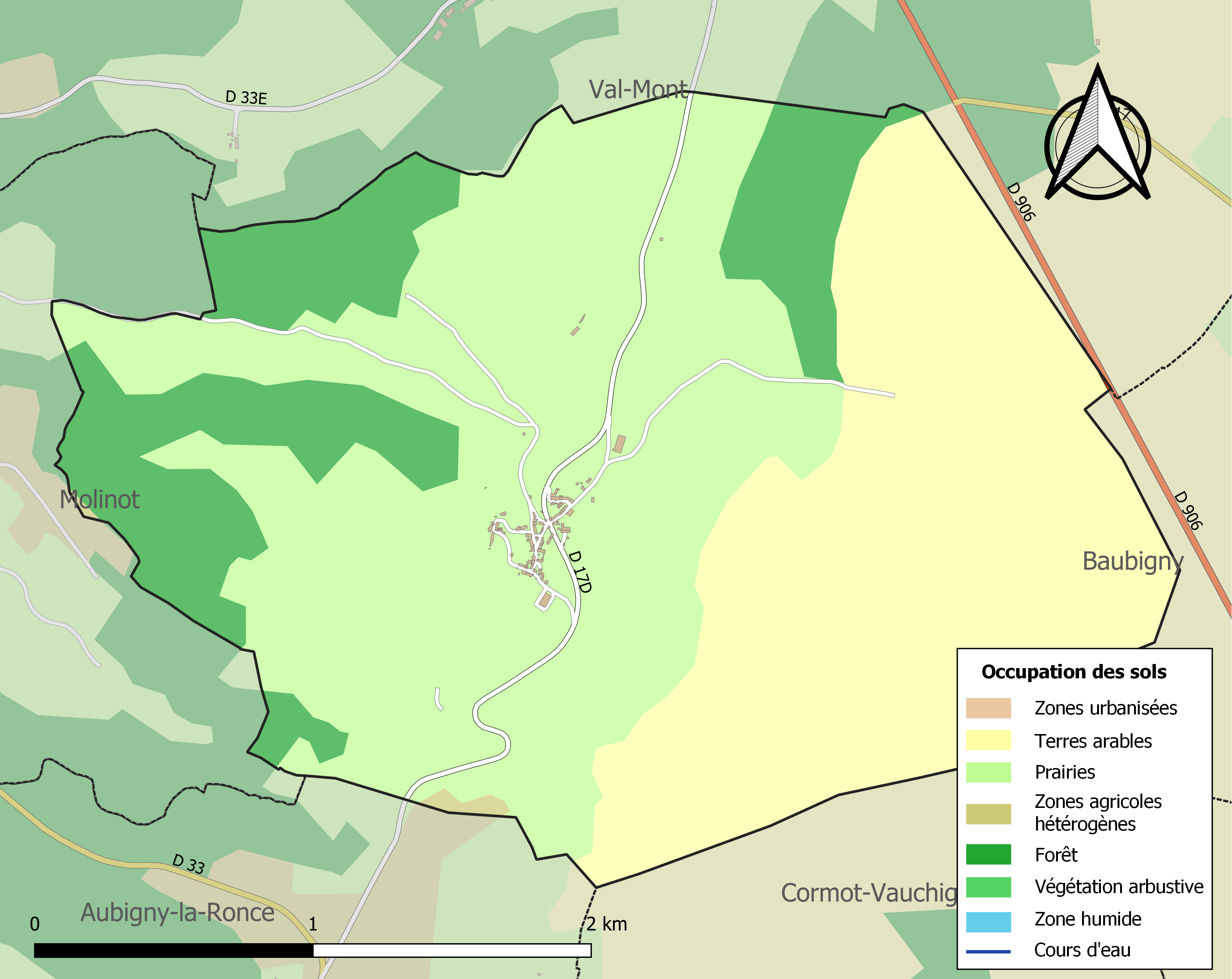
Carte des infrastructures et de l'occupation des sols de la commune en 2018 (CLC).

## Toponymie
Depuis son origine on peut voir sur les cartulaires de l'église d'Autun notamment les différentes évolutions du nom :  Centissa (954), Centesses (1239),  Centosses (1275), Sanlosses (1290), Santhosses (1391).[réf. nécessaire]

## Histoire
Santosse était occupée à l'époque romaine ainsi qu'en témoignent les différentes stèles découvertes.
C'est dans la plaine de Cussy-la-Colonne et notamment à Santosse, que Jules César qui lors d'une de ses huit campagnes en Gaule engagea la bataille contre les helvètes (guerre des Gaules) et détruisit leur armée.
À l'époque de Colbert, parmi la vigne bourguignonne, le vignoble le plus coté est celui de Santosse qui coûte 3 700 francs l'hectare alors que Meursault et Pommard valent 1 818 francs, Volnay et Musigny entre 1 500 et 1 800 francs, Vougeot 902 francs, Beaune 740 francs, Nuits 360 francs.
Santosse disposa durant toute la première moitié du XIXe siècle d'une station (ou poste télégraphique aérien) du télégraphe Chappe implantée sur la ligne Paris-Toulon, installation mise en service en 1807 et qui cessa de fonctionner en 1853, remplacée par la télégraphie électrique.

## Politique et administration
| Période   | Période   | Identité          | Étiquette | Qualité |
| --------- | --------- | ----------------- | --------- | ------- |
| mars 2001 | mars 2008 | Gilbert Bouzereau |           |         |
| mars 2008 | mars 2020 | Claude Moissenet  |           |         |
| juin 2020 | en cours  | Jacqueline Métais |           |         |

## Démographie
L'évolution du nombre d'habitants est connue à travers les recensements de la population effectués dans la commune depuis 1793. Pour les communes de moins de 10 000 habitants, une enquête de recensement portant sur toute la population est réalisée tous les cinq ans, les populations de référence des années intermédiaires étant quant à elles estimées par interpolation ou extrapolation. Pour la commune, le premier recensement exhaustif entrant dans le cadre du nouveau dispositif a été réalisé en 2005.

En 2022, la commune comptait 60 habitants, en évolution de +13,21 % par rapport à 2016 (Côte-d'Or : +0,82 %, France hors Mayotte : +2,11 %).
| 1793 | 1800 | 1806 | 1821 | 1836 | 1841 | 1846 | 1851 | 1856 |
| ---- | ---- | ---- | ---- | ---- | ---- | ---- | ---- | ---- |
| 162  | 180  | 173  | 178  | 216  | 210  | 225  | 219  | 211  |

| 1861 | 1866 | 1872 | 1876 | 1881 | 1886 | 1891 | 1896 | 1901 |
| ---- | ---- | ---- | ---- | ---- | ---- | ---- | ---- | ---- |
| 216  | 190  | 184  | 173  | 162  | 165  | 183  | 167  | 148  |

| 1906 | 1911 | 1921 | 1926 | 1931 | 1936 | 1946 | 1954 | 1962 |
| ---- | ---- | ---- | ---- | ---- | ---- | ---- | ---- | ---- |
| 132  | 120  | 108  | 100  | 95   | 72   | 67   | 78   | 70   |

| 1968 | 1975 | 1982 | 1990 | 1999 | 2005 | 2006 | 2010 | 2015 |
| ---- | ---- | ---- | ---- | ---- | ---- | ---- | ---- | ---- |
| 69   | 54   | 39   | 42   | 38   | 47   | 46   | 49   | 55   |

| 2020 | 2022 | - | - | - | - | - | - | - |
| ---- | ---- | - | - | - | - | - | - | - |
| 57   | 60   | - | - | - | - | - | - | - |

## Économie
Afin de produire de l'électricité, un projet éolien a été envisagé à Santosse par la Société Eole-RES en 2001 et après de nombreux recours sans suite six éoliennes ont été érigées en 2014 et 2015 et produisent du courant depuis mars 2015. Le site s'appelle Les Portes de  Côte-d'Or.  Une extension avec 3 éoliennes en 2019 a été refusée.

## Culture locale et patrimoine

### Lieux et monuments
- L'église Saint-Germain d'Auxerre contient plusieurs objets classés monuments historiques : notamment une Vierge à l'Enfant du XVIIIe siècle, une cloche de 1537, des vases à fleurs XIXe, une bannière de procession (Vierge de l'Immaculée Conception) XIXe, une chape polychrome (2e moitié XVIIIe) en soie et satin broché, un chandelier en porcelaine blanche XIXe), etc.
- Le lavoir du XIXe siècle au nord du village
- Croix du cimetière, ornée du cœur symbole chrétien, 1841
- Croix monumentale, rue du Goulot

dénomination croix monumentale, étoiles à cinq branches et fleurs inscrites dans un cercle, 1836 des XVIIIe et XIXe siècles à toit à longs pans. 
- Plus d'une trentaine de maisons et fermes des XVIIIe et XIXe siècles à toit à longs pans ainsi que la mairie du XIXe siècle avec un escalier droit de distribution extérieur.
- Un certain nombre d'objets provenant de Santosse sont visibles dans certains musées ou églises :

Un bas-relief (0,40 m × 0,40 m) qui se trouve au musée de Beaune a été trouvé à Santosse dans le mur de la ferme de M. Papillon. Dans une niche à sommet cintré, un dieu et une déesse qui portent une robe longue plissée sont assis sur un siège à dossier. La déesse porte d'une main une patère reposant sur le genou droit et de l'autre s'appuie sur l'épaule du dieu, dont la main gauche est posée sur la partie supérieure d'une corne d'abondance.

### Contes de Santosse
À Santosse autrefois, on chantait la rencontre de la bergère et du seigneur :
« Il était une fille, une fille d'honneur qui plaisait fort à son seigneur ; en son chemin rencontre ce seigneur déloyal, monté sur son cheval, il met un pied à terre et par le bras la prend : embrasse-moi, ma belle enfant.
— Hélas ! reprend la belle, le cœur rempli de peur, volontiers mon seigneur, mon frère est dans ses vignes ; ah s'il nous voyait là, il irait dire à mon papa, montez sur cette roche et regardez là bas, pour voir s'il ne vient pas, pendant qu'il y regarde, elle, tout aussitôt, sur le cheval ne fait qu'un saut.
— Adieu, mon gentilhomme, vous reviendrez tantôt, quand il fera plus beau. 
Mais on ne voit plus guère, de ces filles d'honneur, repousser un seigneur. »